# Вулиця Мирна (Тернопіль)
Вулиця Мирна — одна з вулиць в мікрорайоні «Пронятин» міста Тернополя.

## Відомості
Вулиця була приєднана до Тернополя як частина колишнього села Пронятин у 1985 році. Розпочинається від вулиці Петра Батьківського, пролягає на північ, згодом — на захід до вулиці Проектної, де і закінчується. На вулиці розташовані переважно приватні будинки. Зі сходу відгалужуються вулиці Вербова, Низинна, Зарічна, Медобірна, Глибочанська, з заходу — вулиці Калинова, Хутірська.

## Установи
- Будинок культури «Пронятин» (Мирна, 43)

## Релігія
- Храм Архистратига Михаїла УПЦ

## Транспорт
На вулиці розташовані 2 зупинки громадського транспорту («Пронятин» (кінцева), Вулиця Мирна), до яких курсує комунальний автобусний маршрут №23.